# Siegfried Flesch
Siegfried Flesch (n. 11 martie 1872, Brünn, Austro-Ungaria – d. 11 august 1939) a fost un scrimer austriac, medaliat olimpic. A participat la 2 ediții ale Jocurilor Olimpice (1900, 1908) în care a câștigat o medalie de bronz.